# Павон, Карлос
Ка́рлос Альбе́рто Паво́н Пла́ммер (исп. Carlos Alberto Pavón Plummer; 9 октября 1973, Эль-Прогресо, Йоро) — гондурасский футбольный нападающий и тренер. Рекордсмен своей сборной по количеству забитых голов (57), что является 16-м результатом в истории мирового футбола. Дважды признавался Футболистом года в Гондурасе (2000, 2007). В 2001 году номинировался на звание «Игрок года ФИФА», набрал один голос.
В СМИ его иногда называют «живой легендой футбола Гондураса».

## Карьера игрока

### В клубах
Павон — воспитанник сан-педро-сульского клуба «Реал Эспанья». В первый раз он покинул этот клуб в 1994 году, перейдя в мексиканскую «Толуку». В дальнейшем он выступал за такие мексиканские клубы, как «Сан-Луис», «Коррекаминос», «Некакса», «Атлетико Селая», «Монаркас Морелия» и «Крус Асуль». C «Монаркас» связан единственный клубный успех в карьере Павона — победа в зимнем чемпионате Мексики 2000 года.
Европейский опыт для Павона не оказался удачным: в 28 играх за испанский «Реал Вальядолид» и итальянские «Удинезе» и «Наполи» он отличился лишь единожды. Не принесли титулов ему выступления и за гватемальский «Комуникасьонес», колумбийский «Депортиво Кали» и клуб MLS «Лос-Анджелес Гэлакси».

### В сборных
С 1993 года Павон играет за сборную Гондураса. В её составе он выигрывал медали только с Кубков наций Центральной Америки: два «золота» (1993, 1995) и две «бронзы» (1999, 2009). Когда команда добивалась успехов на Золотых кубках КОНКАКАФ и Кубке Америки 2001 года, Павона в составе по разным причинам не было. В качестве одного из трёх «джокеров» (игроков, которым более 23-х лет) павон принимал участие в Олимпийских играх 2008 года, где гондурасцы, не забив ни одного гола, проиграли все матчи в группе.
В рамках отбора к чемпионату мира 2010 года Павон принимал участие только в финальном раунде зоны КОНКАКАФ, где в 9 матчах он отличился 7 раз, сыграв важную роль в попадании команды на мировое первенство. На самом чемпионате мира Карлос провёл на поле только первые 60 минут в игре с Чили, что стало его последним появлением в футболке национальной команды.

## После завершения карьеры игрока
В марте 2011 года Павон вошёл в структуру «Реал Эспаньи» в качестве администратора первой и резервной команд.

## Достижения

### Командные
«Реал Эспанья (СПС)»
- Чемпионат Гондураса: 1993/94, 2003/04 (Апертура), 2006/07 (Клаусура)

«Некакса»
- Финалист Чемпионата Мексики: 1997/98 (Верано)

«Монаркас Морелия»
- Чемпионат Мексики: 2000/01 (Инвьерно)

«Комуникасьонес»
- Финалист Чемпионата Гватемалы: 2005/06 (Апертура)

«Лос-Анджелес Гэлакси»
- Финалист Североамериканской суперлиги: 2007

Сборная Гондураса
- Участник Золотого кубка КОНКАКАФ: 1993, 1998, 2000, 2007
- Участник Олимпийских игр: 2008
- Участник Чемпионата мира: 2010
- Кубок наций Центральной Америки:
  - Победитель: 1993, 1995
  - Бронзовый призёр: 1999, 2009
  - Участник: 2001

### Личные
- Номинант премии Игрок года ФИФА: 2001
- Самый популярный футболист в мире по версии Международной федерации футбольной истории и статистики (IFFHS): 2009
- Футболист года в Гондурасе: 2000, 2009
- Лучший бомбардир в истории сборной Гондураса: 57 голов
- Лучший бомбардир Золотого кубка КОНКАКАФ: 2007
- Член символической сборной Золотого кубка КОНКАКАФ: 2000, 2007
- Член символической сборной Кубка наций Центральной Америки: 1999
- Лучший бомбардир Чемпионата Гондураса: 2006/07 (Клаусура)